# Tempio Pausania
Tempio Pausania település Olaszországban, Szardínia régióban, Olbia-Tempio megyében. Lakosainak száma 13 196 fő (2023. január 1.). Tempio Pausania Aggius, Aglientu, Arzachena, Berchidda, Bortigiadas, Erula, Luogosanto, Luras, Oschiri, Palau, Santa Teresa Gallura, Calangianus, Perfugas és Tula községekkel határos.

## Népesség
A település lakossága az elmúlt években az alábbi módon változott:
| Lakosok száma | 14 141 | 14 052 | 13 196 |
|               | 2017   | 2018   | 2023   |